# 竹谷源太郎
竹谷 源太郎（たけや げんたろう、1901年（明治34年）2月14日 - 1978年（昭和53年）9月12日）は、日本の政治家、内務官僚、弁護士。衆議院議員。

## 経歴
宮城県伊具郡角田町（現角田市）で呉服商・竹谷源平、いち夫妻の長男として生まれる。1918年、宮城県立角田中学校を卒業し、東京高等商業学校に入学したが、体操教官（陸軍中佐）の態度に反発し退学。同年、第一高等学校に編入し、1924年、東京帝国大学法学部法律学科（仏法）を卒業。卒業後はアメリカ合衆国でデパートメント・ストアの研究を希望していたが、友人が相談もなく手続きをした高等試験行政科試験を受けて1924年11月に合格。同年、内務省に入省し静岡県属となる。
その後、北海道庁事務官に転じ、タコ部屋労働の廃止に取組み、貧窮者対象の社会事業協会附属病院の設立などに尽力。その後、富山県書記官・警察部長、山口県書記官・警察部長、福岡県書記官・経済部長、兵庫県書記官・警察部長などを歴任し、1942年7月7日、陸軍司政長官に発令され、ジャワ島へ赴任が予定されていたが、健康診断の結果、内地勤務となり陸軍省軍務局に配属された。その後、千葉県内政部長、新潟県内政部長を務め、1945年に退官した。
その後、帰郷して同志と宮城地方党を組織し、1946年4月、第22回衆議院議員総選挙で宮城全県区から出馬し当選。社会主義の実現のため日本社会党に入党を希望したが、当初、旧内務官僚との理由で拒否されたが、片山哲、西尾末広の紹介により同年7月に入党が認められた。その後、第23回、第25回から第28回、第30回総選挙で当選し、衆議院議員を通算七期務めた。この間、国土開発縦貫自動車道建設法の制定の推進、所得三倍論の提唱などを行い、国土総合開発審議会委員、裁判官訴追委員、衆議院運輸委員長、日本社会党中央執行委員、同統制委員、同国土開発特別委員長、民主社会党中央執行委員、同財務委員長、民社党顧問などを務めた。
1960年、社会党の経済面の自由だけでなく、完全な自由平等の獲得のため民主社会党の結党に参加した。

## 人物
『婦人世界』に掲載されたミツバチの記事を読んで興味を持ち、ミツバチを取り寄せて小学校5年生から中学校を卒業するまで寝起きを共にして観察した結果、ミツバチの世界が思想、行動など全てにおいて完全なる自由が存在すると認識し、人間の社会もこのようなものでありたいと願望し、その後の人生を歩んだ。

## 著作
- 『考査試験提要』松華堂書店、1926年。
- 『監獄部屋廃止論』北海道庁学務部社会課、1931年。
- 『公営選挙法概説』日本産業新聞社、1948年。
- 『市町村議会議員必携』増訂、酣灯社、1951年。
- 『新党員獲得に関する20章』日本社会新聞出版部、1959年。
- 『所得3倍論 : 昭和45年の日本経済』日本経済構造研究会、1960年。